# آلان باومان
آلان باومان هو لاعب كرة قدم سويسري في مركز الوسط، ولد في 12 مارس 1966 في كوينز في سويسرا. لعب مع يانغ بويز.